# حكاري
حكاري (بالكردية: Colemêrg) مدينة ومركز ولاية حكاري الواقعة أقصى جنوب شرق تركيا في منطقة كردستان تركيا، سكانها من الكُرد وبلغ عدد سكان المدينة نحو 60,098 نسمة في عام 2022. ذكر ابن خلكان أن حكاري تعني الانتماء إلى قبيلة حكار الكُردِية، التي كانت تمتلك العديد من الحصون والقلاع والقرى في البلاد إلى الشرق من الموصل.

## المناخ
جدول التغييرات المناخية على مدار السنة لحكاري:
| البيانات المناخية لـحكاري                    | البيانات المناخية لـحكاري | البيانات المناخية لـحكاري | البيانات المناخية لـحكاري | البيانات المناخية لـحكاري | البيانات المناخية لـحكاري | البيانات المناخية لـحكاري | البيانات المناخية لـحكاري | البيانات المناخية لـحكاري | البيانات المناخية لـحكاري | البيانات المناخية لـحكاري | البيانات المناخية لـحكاري | البيانات المناخية لـحكاري | البيانات المناخية لـحكاري |
| الشهر                                        | يناير                     | فبراير                    | مارس                      | أبريل                     | مايو                      | يونيو                     | يوليو                     | أغسطس                     | سبتمبر                    | أكتوبر                    | نوفمبر                    | ديسمبر                    | المعدل السنوي             |
| -------------------------------------------- | ------------------------- | ------------------------- | ------------------------- | ------------------------- | ------------------------- | ------------------------- | ------------------------- | ------------------------- | ------------------------- | ------------------------- | ------------------------- | ------------------------- | ------------------------- |
| الدرجة القصوى °م (°ف)                        | 11.8 (53.2)               | 12.7 (54.9)               | 19.7 (67.5)               | 25.0 (77.0)               | 28.7 (83.7)               | 34.4 (93.9)               | 38.8 (101.8)              | 38.0 (100.4)              | 34.6 (94.3)               | 29.3 (84.7)               | 20.8 (69.4)               | 17.8 (64.0)               | 38.8 (101.8)              |
| متوسط درجة الحرارة الكبرى °م (°ف)            | −0.4 (31.3)               | 1.1 (34.0)                | 6.5 (43.7)                | 12.9 (55.2)               | 19.3 (66.7)               | 25.8 (78.4)               | 30.8 (87.4)               | 30.9 (87.6)               | 26.4 (79.5)               | 18.5 (65.3)               | 9.9 (49.8)                | 2.5 (36.5)                | 15.4 (59.7)               |
| المتوسط اليومي °م (°ف)                       | −4.6 (23.7)               | −3.2 (26.2)               | 2.1 (35.8)                | 8.2 (46.8)                | 14.3 (57.7)               | 20.3 (68.5)               | 24.9 (76.8)               | 24.8 (76.6)               | 20.2 (68.4)               | 13.0 (55.4)               | 5.3 (41.5)                | −1.5 (29.3)               | 10.3 (50.5)               |
| متوسط درجة الحرارة الصغرى °م (°ف)            | −8.0 (17.6)               | −6.8 (19.8)               | −1.8 (28.8)               | 3.9 (39.0)                | 9.1 (48.4)                | 14.0 (57.2)               | 18.2 (64.8)               | 18.1 (64.6)               | 13.8 (56.8)               | 7.8 (46.0)                | 1.1 (34.0)                | −4.8 (23.4)               | 5.4 (41.7)                |
| أدنى درجة حرارة °م (°ف)                      | −23.4 (−10.1)             | −22.7 (−8.9)              | −19.0 (−2.2)              | −8.3 (17.1)               | −0.8 (30.6)               | 5.0 (41.0)                | 10.0 (50.0)               | 2.1 (35.8)                | 4.3 (39.7)                | −5.8 (21.6)               | −15.0 (5.0)               | −21.3 (−6.3)              | −23.4 (−10.1)             |
| الهطول مم (إنش)                              | 90.1 (3.55)               | 105.1 (4.14)              | 120.3 (4.74)              | 126.9 (5.00)              | 65.4 (2.57)               | 15.8 (0.62)               | 4.0 (0.16)                | 2.8 (0.11)                | 7.0 (0.28)                | 61.4 (2.42)               | 87.6 (3.45)               | 93.1 (3.67)               | 779.5 (30.69)             |
| متوسط أيام هطول الأمطار                      | 11.1                      | 10.8                      | 13.1                      | 13.4                      | 11.9                      | 4.1                       | 1.4                       | 1.0                       | 1.9                       | 8.4                       | 8.5                       | 9.9                       | 95.5                      |
| ساعات سطوع الشمس الشهرية                     | 124.0                     | 146.9                     | 179.8                     | 201.0                     | 275.9                     | 351.0                     | 378.2                     | 356.5                     | 303.0                     | 223.2                     | 159.0                     | 120.9                     | 2٬819٫4                   |
| ساعات سطوع الشمس اليومية                     | 4.0                       | 5.2                       | 5.8                       | 6.7                       | 8.9                       | 11.7                      | 12.2                      | 11.5                      | 10.1                      | 7.2                       | 5.3                       | 3.9                       | 7.7                       |
| المصدر: Turkish State Meteorological Service |                           |                           |                           |                           |                           |                           |                           |                           |                           |                           |                           |                           |                           |

## توأمة
لحكاري اتفاقيات توأمة مع كل من:
- موستار
- بانيا لوكا
- دوبروفنيك
- كراسلافا
- Oyam, Uganda [الإنجليزية]‏
- Boden, Sweden [الإنجليزية]‏
- سيدني
- لوبلين
- لوبومباشي
- إده

## أعلام
- يلماز أردوغان
- بروين بولدان
- شمعون الحادي والعشرون بنيامين